# 21707 Johnmoore
A 21707 Johnmoore (ideiglenes jelöléssel 1999 RY88) a Naprendszer kisbolygóövében található aszteroida. A LINEAR projekt keretében fedezték fel 1999. szeptember 7-én.